# Д’Антркасто (бронепалубный крейсер)
Бронепалубный крейсер «Д’Антркасто» (фр. D'Entrecasteaux) — бронепалубный крейсер-стационер I класса французского флота, построенный в 1890-х гг. Предназначался для колониальной службы. Имел нестандартную для французского флота компоновку и состав вооружения, более близкий к британским бронепалубным крейсерам.

### Корпус

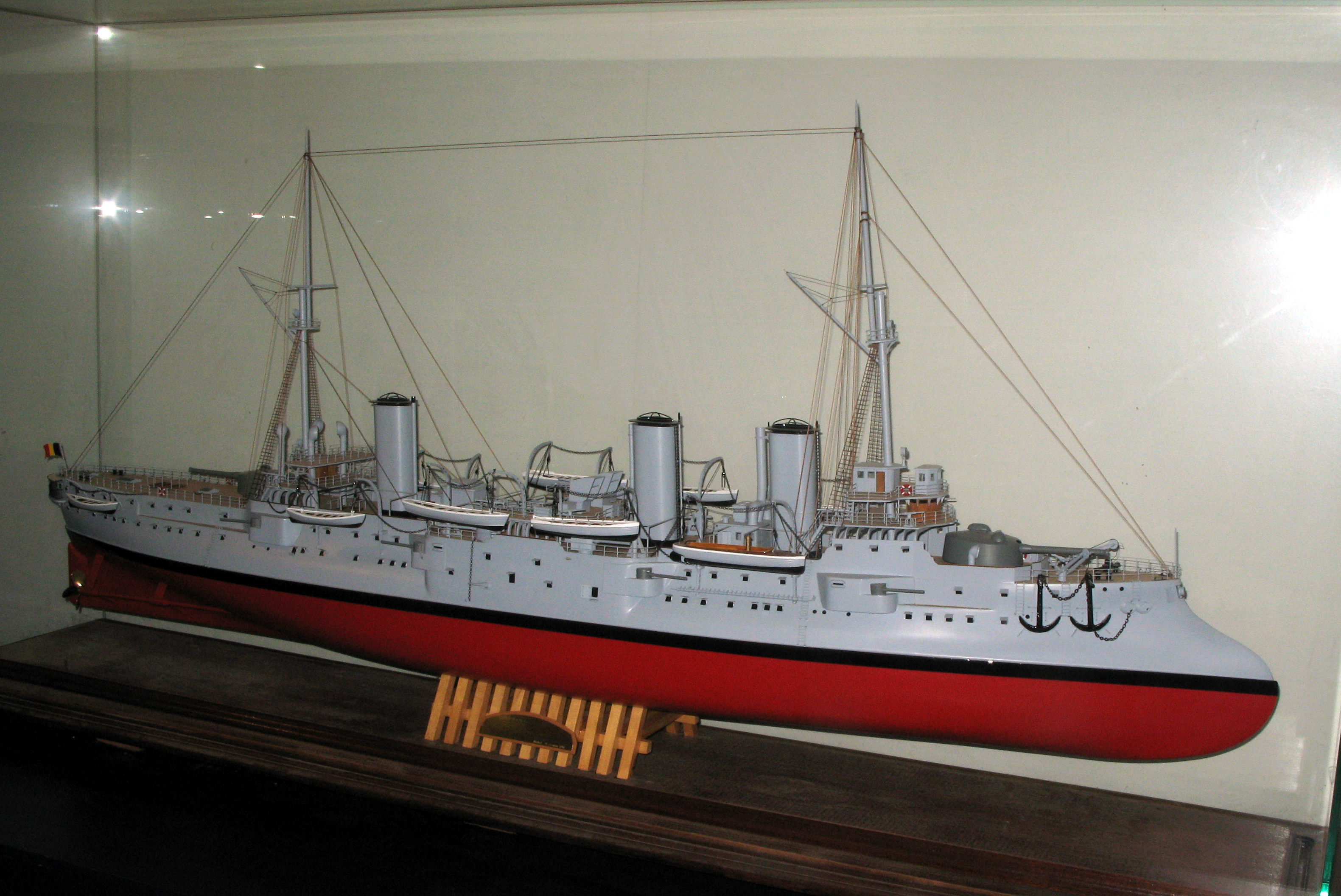
Бронепалубный крейсер «Д’Антркасто». Модель.

## Конструкция

### Силовая установка
При выборе силовой установки для нового крейсера конструкторы проявили повышенную консервативность. Хотя французский флот уже успешно эксплуатировал водотрубные котлы, для «Д’Антркасто» предпочли цилиндрические огнетрубные котлы с весьма скромными характеристиками. Их вес уже тогда считался чрезмерным, а надёжность на полном ходу низкой. Поэтому выбор этих котлов подвергся резкой критике в печати. Однако проектировщики имели определённые причины для консерватизма. «Д’Антркасто» предназначался для колониальной службы, где кораблю предстояло совершать длительные переходы на умеренной скорости, при которой цилиндрические котлы зарекомендовали себя как весьма экономичные. Они были менее требовательны к качеству котельной воды и уровню подготовки кочегаров, что считалось важным фактором для службы вдали от метрополии. Наконец, специалисты арсенала в Сайгоне хорошо знали конструкции котлов именно такого типа.
Нормальный запас топлива составлял 603 тонны угля. На скорости 10 узлов его должно было хватить на 5638 миль. На полном ходу нормальный запас заканчивался за 1250 миль хода. Максимальный запас топлива при использовании резервных угольных ям доходил до 950 тонн. На испытаниях на максимальную скорость, проходивших 23 декабря 1898 года крейсера показал среднее значение в четырёх пробегах 19,1 узла.

### Бронирование
Защита крейсера обеспечивалась прежде всего броневой палубой. Её скосы опускались на 2 метра ниже ватерлинии. Выше неё располагались коффердам шириной 1 метр и ячеистые водонепроницаемые отсеки, заполненные целлюлозой.

### Вооружение
Главный калибр «Д’Антркасто» включал в себя два 240-мм орудия образца 1893 года с длиной ствола 40 калибров, размещённые в одноорудийных башнях в носу и корме. Это были самые тяжёлые орудия когда-либо устанавливавшиеся на французских крейсерах. Выбор необычного для крейсеров калибра объяснялся тем, что предполагалось применение «Д’Антркасто» против туземных укреплений, а также малых броненосцев. В таких обстоятельствах крупный калибр выглядел предпочтительнее скорострельных пушек. Орудия весили по 22 800 кг и стреляли 144-килограммовыми снарядами с начальной скоростью 815 м/с. С принятием на вооружение более тяжёлого снаряда весом 177 кг, начальная скорость упала до 800 м/с.
Стремясь обеспечить возможность ведения стрельбы при сильном волнении, конструкторы постарались поднять башни главного калибра повыше. Высота оси носового 240-мм орудия составила 9,39 м над ватерлинией, для кормового эта величина составила 8,58 м. Сами башни имели типично французскую конструкцию. Они были полностью уравновешены, поворот осуществлялся с помощью электрогидравлического привода. Имелся также резервный ручной привод. Боезапас составлял 85 снарядов на орудие — 25 стальных бронебойных, 30 чугунных, снаряженных порохом и 30 чугунных, снаряженных мелинитом. Расчёт орудия состоял из 11 человек, из них шестеро находились в башне.
Второй калибр крейсеров был представлен 12-ю 138,6-мм орудиями образца 1893 года. Это была вполне современная скорострельная пушка с длиной ствола 45 калибров. Орудие весило 4465 кг и стреляло снарядами весом 30 кг, с начальной скоростью 770 м/с. С принятием на вооружение более тяжёлых снарядов весом 35 кг, начальная скорость уменьшилась до 730 м/с. От более ранней модели 1891 года орудие отличалось утяжелённым стволом и раздельным заряжанием. Последнее было введено в связи с жалобами комендоров на чрезмерный вес унитарного патрона. Скорострельность достигала 5 выстрелов в минуту. Восемь таких орудий располагались в казематах на главной палубе. Их сравнительно низкое расположение затрудняло использование на волнении. Ещё четыре 138,6-мм орудия располагались на спардеке.

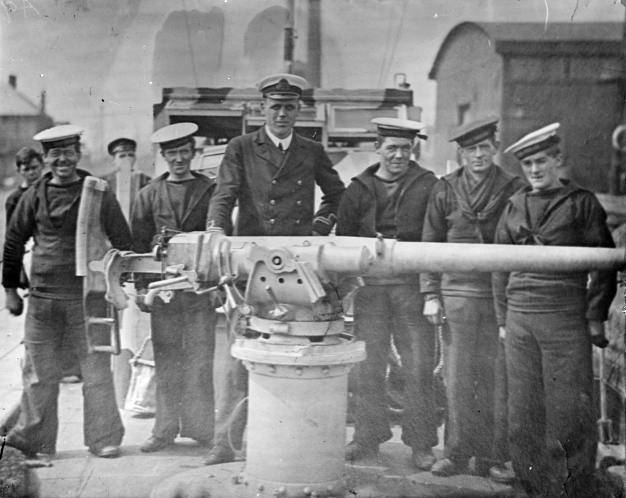
47-мм орудие Гочкисса.

Противоминная артиллерия состояла из обычного для французских кораблей набора 47-мм и 37-мм скорострельных пушек производства фирмы «Гочкисс» (фр. Hotchkiss et Cie). 47-мм пушка с длиной ствола 40 калибров, весила 237 кг и стреляла полуторакилограммовым снарядом с начальной скоростью 610 м/с. 37-мм орудие с длиной ствола 35 калибров весило 35 килограммов и стреляло снарядом весом 0,455 кг с начальной скоростью 402 м/с. Хотя уже во время постройки «Д’Антркасто» было ясно, что эти калибры слишком слабы против заметно выросших в размерах миноносцев, французский флот лишь в начале 1900-х годов перешёл на 65-мм противоминный калибр.

## Служба

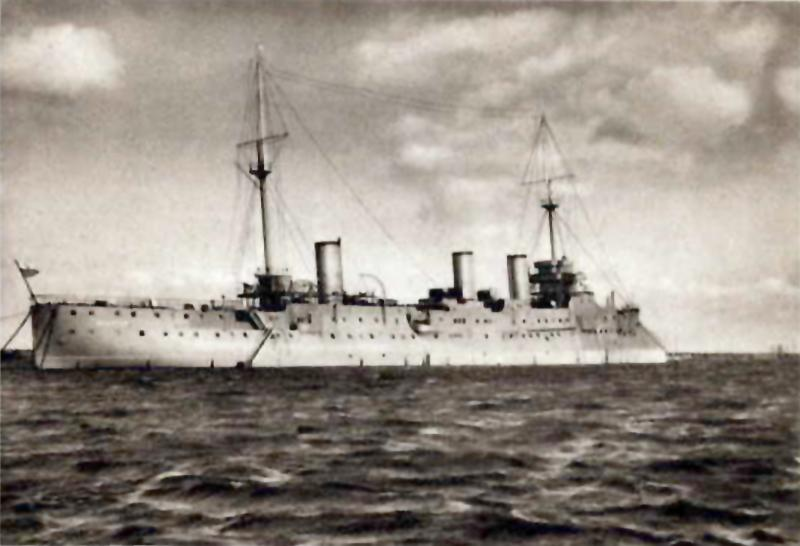
Плавучая казарма польских ВМС «Балтик». 1930 г.

«Д’Антркасто» был заложен в сентябре 1894 года в Ла-Сене, на частной верфи Forges et Chantiers de la Mediterranee. На воду крейсер спустили 12 июня 1896 года, а в строй он вступил 15 февраля 1899 года. Во время Первой мировой войны нёс эскортную службу в Индийском океана, затем действовал на Средиземном море в качестве войскового транспорта. В 1919 году крейсер стал учебным кораблём. В 1922 году списан и подарен ВМС Бельгии и служил там блокшивом. Поскольку в 1926 году бельгийские ВМС были расформированы, корабль в 1927 году был продан Польше где использовался польскими ВМС как плавучая казарма и учебное судно ORP «Bałtyk» («Балтик»). В 1939 году захвачен немцами и в 1942 году разделан на металл.

## Оценка проекта
С учётом предъявляемых на момент заказа требований, конструктору А. Лаганю удалось создать достаточно удачный корабль. По вооружению и бронированию он на момент создания проекта превосходил почти любого из своих одноклассников и был быстроходнее, чем почти любой более сильный корабль, который он мог встретить в дальневосточных водах. Однако длительность постройки в сочетании с быстрым прогрессом в военном кораблестроении привели к тому, что ко времени ввода в строй «Д’Антркасто» успел устареть. Рост мощи иностранных флотов, в частности японского, требовал посылки в случае конфликта подкреплений из Европы. Но это обесценивало саму идею флагмана колониального флота. Сам крейсер уже уступал по боевым возможностях ряду японских кораблей. Назревающий же конфликт в Европе между Антантой и Тройственным союзом вызывал необходимость сосредоточения всех французских сил в отечественных водах. Однако здесь «Д’Антркасто» был неспособен догнать более слабых противников и также не мог сражаться с менее быстроходными.
| Сравнительные ТТХ бронепалубных крейсеров конца XIX века | Сравнительные ТТХ бронепалубных крейсеров конца XIX века | Сравнительные ТТХ бронепалубных крейсеров конца XIX века | Сравнительные ТТХ бронепалубных крейсеров конца XIX века | Сравнительные ТТХ бронепалубных крейсеров конца XIX века | Сравнительные ТТХ бронепалубных крейсеров конца XIX века | Сравнительные ТТХ бронепалубных крейсеров конца XIX века | Сравнительные ТТХ бронепалубных крейсеров конца XIX века |
| Характеристики                                           | «Хоук»                                                   | «Диана»                                                  | «Герта»                                                  | «Хайфлайер»                                              | «Такасаго»                                               | «Д’Антркасто»                                            |                                                          |
| -------------------------------------------------------- | -------------------------------------------------------- | -------------------------------------------------------- | -------------------------------------------------------- | -------------------------------------------------------- | -------------------------------------------------------- | -------------------------------------------------------- | -------------------------------------------------------- |
| Годы строительства                                       | 1889—1893                                                | 1896—1901                                                | 1896—1898                                                | 1897—1899                                                | 1896—1898                                                | 1894—1899                                                |                                                          |
| Водоизмещение, т                                         | 7700                                                     | 6731                                                     | 5660                                                     | 5690                                                     | 5260                                                     | 7995                                                     |                                                          |
| Длина между перпендикулярами, м                          | 118                                                      | 122                                                      | 109                                                      | 113                                                      | 118                                                      | 117                                                      |                                                          |
| Энергетическая установка, л. с.                          | 12 000                                                   | 11 600                                                   | 10 000                                                   | 10 000                                                   | 15 500                                                   | 14 500                                                   |                                                          |
| Скорость, узлов                                          | 20                                                       | 19                                                       | 19                                                       | 20                                                       | 22,5                                                     | 19,2                                                     |                                                          |
| Запас угля нормальный/полный, т                          | /1250                                                    | 800/1070                                                 | 500/950                                                  | /1100                                                    | /1000                                                    | 650/980                                                  |                                                          |
| Артиллерийское вооружение                                | 2 × 234-мм 10 × 152-мм 12 × 57-мм                        | 8 × 152-мм 24 × 75-мм 8 × 37-мм 2 × 63,5-мм              | 2 × 210-мм 8 × 150-мм 10 × 88-мм 10 × 37-мм              | 11 × 152-мм 9 × 76-мм 6 × 47-мм                          | 2 × 203-мм 10 × 120-мм 12 × 76-мм 6 × 42-мм              | 2 × 240-мм 12 × 138-мм 12 × 47-мм 6 × 37-мм              |                                                          |
| Бортовой залп                                            | 2 × 234-мм 5 × 152-мм 6 × 57-мм                          | 5 × 152-мм 12 × 75-мм                                    | 2 × 210-мм 4 × 150-мм 5 × 88-мм                          | 6 × 152-мм 5 × 76-мм                                     | 2 × 203-мм 5 × 120-мм 6 × 76-мм                          | 2 × 240-мм 6 × 138-мм                                    |                                                          |
| Экипаж, чел.                                             | 544                                                      | 570                                                      | 477                                                      | 450                                                      | 425                                                      | 559                                                      |                                                          |

Стало очевидно, что сама концепция большого бронепалубного крейсера является несостоятельной и после ряда сомнительных опытов французский флот перешёл к строительству полноценных броненосных крейсеров.